# سیارک ۲۰۳۱
سیارک ۲۰۳۱ (به انگلیسی: 2031 BAM، نامگذاری:1969TG2) دو هزار و سی و یکمین سیارک کشف شده‌است که در ۸ اکتبر ۱۹۶۹ کشف شد.
قدر مطلق سیارک برابر ۱۳٫۰۰ است.